# Ostrzeszów
Ostrzeszów là một thị trấn thuộc huyện Ostrzeszowski, tỉnh Wielkopolskie ở trung-tây Ba Lan. Thị trấn có diện tích 12 km². Đến ngày 1 tháng 1 năm 2011, dân số của thị trấn là 14369 người và mật độ 1185 người/km².